# Antonio Zaracho
Antonio Román Zaracho Núñez (* 13. Juli 1957 in Asunción) ist ein ehemaliger paraguayischer Fußballspieler und -trainer. Der Torwart spielte bei Vereinen in seinem Heimatland, Venezuela und in Chile. Durch seine Zeit in Chile erlangte er auch die Staatsangehörigkeit des Landes.

## Karriere

### Spieler
Antonio Zaracho begann seine Profikarriere 1977 bei Tacuary in seinem Heimatland. Nach seiner ersten Erfahrung im Ausland bei Deportivo Táchira in Venezuela kehrte er wieder nach Paraguay zurück und spielte für den Resistencia SC. Danach wechselte der Torwart zu Club Nacional, wo er zwei Jahre unter Vertrag stand. 1983 emigrierte Zaracho nach Chile zum Deportes Antofagasta. In Chile blieb er bis 1999 und lief für verschiedene Vereine auf. Die längste Zeit war er beim CD Huachipato von 1986 bis 1991. In dieser Zeit bekam er auch die chilenische Staatsangehörigkeit. Sein letztes Karrierejahr verbrachte Zaracho noch einmal in der Heimat beim General Caballero Sport Club. Im Alter von 43 Jahren beendete Zaracho seine Karriere.

### Trainer
Nach seiner aktiven Laufbahn engagierte sich Zaracho in Chile als Trainer. Von Juni 2007 bis Februar 2008 war er Cheftrainer beim CD Huachipato, 2014 bis 2017 bei Deportes Concepción und 2021 bis 2022 bei der Frauenmannschaft von Fernández Vial.